# Lamb
Lem (engl. Lamb) je muzički duo iz Mančestera, čija se muzika najčešće žanrovski karakteriše kao elektronska, sa primesama trip hopa i dram en bejsa. Duo čine producent Endi Barlou (engl. Andy Barlow), koji je poznat i pod pseudonimom Hipoptimist; i pevačica i autorka tekstova Lu Rouds (engl. Lou Rhodes). Kao duo, komercijalni uspeh su postigli sa dva hit singla „Gorecki“ i „Gabriel“.

## Biografija
Bendu se kasnije priključio i basista Džon Torn (engl. Jon Thorne), islandski gitarista Odur Mar Runarson (Oddur Mar Runnarson) i danski bubnjar Nikolaj Bjere (engl. Nikolaj Bjerre). Takođe, česti “gosti” benda su londonski gudački trio Šaj 2 strings (engl. Chi 2 Strings) i trubač Kevin Dejvi (engl. Kevin Davy).
Njihov prvi album, “Lamb”, izašao je septembra 1996, nakon kog su, u narednih osam godina, usledila još tri albuma i nekoliko singlova. Juna 2004. godine izašao je album Best Kept Secrets, koji je imao najveći komercijalni uspeh od svih pređašnjih. Iste godine, bend je imao uspešnu turneju, koja je okončana septembarskim nastupom u Amsterdamu.
Pošto su članovi benda imali tendencije da “lako planu”, bend je 2003. godine snimio poslednji studijski album Between Darkness and Wonder), a Barlou i Roudsova su se posvetili solo karijerama. Roudsova je svoj prvi solo album izdala 2006. godine.
Iako bend potiče iz Mančestera, Lem je češće povezivan sa bristolskim trip hop zvukom koji je bio popularan devedesetih. Pored trip hopa, njihov muzički stil je fuzija džez daba i dram en bejsa, sa jakim vokalnim elementima, i u njihovim poslednjim radovima, akustičnim sekvencama.
U vreme kad je njihova slava u Ujedinjenom Kraljevstvu bila na vrhuncu, u ostatku sveta nisu imali toliko uspeha. Portugal je bio izuzetak – pesma „Gabriel“ se našla na prvom mestu na lestvicama 2001. godine.
Bend odlikuje eksperimentalni produkcioni stil, zajedno sa strasnim tekstovima. Na njihove umetničke spotove uticali su sajberpank (THX 1138 Džordža Lukasa), budistički Zen, i slično.
Njihova najpoznatija pesma, “Groecki”, sa debi albuma, inspirisana je Trećom simfonijom Henrika Groeckog, The Symphony of Sorrowful Songs. Delove teksta ove pesme je koristio Baz Lerman (engl. Baz Luhrmann) u filmu “Mulen ruž” (Moulain Rouge). Pesma je takođe korišćena u reklamama za Gines (engl. Guinness) i video-igru Pljačkaš grobnica: Podzemni svet (engl. Tomb Raider: Underworld)).
Takođe su komponovali muziku za film The Fall and Rise of the Fools Ark, holandskog dua Dadara i Džesi (engl. Jesse) – animirani film koji je stilski sličan Monti Pajtonu (engl. Monty Python) i filmu Žuta podmornica (engl. Yellow Submarine).

## Ponovno okupljanje
Nakon razilaska, oba člana dua su radila na raznim solo projektima. Roudsova je 2006. sa Odurom Runasonom izdala solo album Belowed One, za izdavača Infinite Bloom, dok je Barlou, takođe u saradnji sa Runasonom, objavio album Hoof. Barlou je sa Keri Tri (engl. Carrie Tree) izdao album Luna Seeds, a nedavno je producirao album Distance and Time benda Fink.
U februaru 2009, organizatori muzičkog festivala The Big Chill su objavili da će grupa Lem nastupati na festivalu u avgustu 2009.. Bend je potom nastupao na festivalima Glastonberi, Kaktus, Mares Vivas i Beautifull Days. 
U maju 2009, bend je svojim fanovima poslao mejl sa rasporedom turneje i najavom CD/DVD kompilacije snimljene 2004. 
Oktobra 2009. bend je nastupio na festivalu The Peast Ridge u Sidneju.

## Diskografija

### Albumi
- 1996 Lem (Lamb) (Fontana Rekords)
- 1999 Fir of Fors Fear of Fours (Polygram Records; koji se našao na 35. mestu Bilbordove Hitsikrs (Heatseekers) liste; kao i na 37. mestu britanske liste[3])
- 2001 What Sound (Koč rekords) (pozicija na britanskoj listi: 54[3])
- 2003 Between Darkness and Wonder (Koč rekords)
- 2004 Back to Mine - Lamb - Vudu kolekšn (engl. Voodoo Collection)) (DMC Rekords)
- 2004 Best Kept Secrets: The Best of Lamb 1996-2004. (Universal Rekords)
- 2005 Lamb Remixed (Merkjuri /Universal Rekords)

### Singlovi
- 1996 Coton Wool
- 1996 Gold
- 1996 God Bless"
- 1997 Górecki (pozicija na britanskoj listi: 30[3])
- 1999 B Line (najviša pozicija na britanskoj listi: 52)
- 1999 All in your Head (najviša pozicija na britanskoj listi: 71)
- 1999 Softly
- 2001 Gabriel (ograničeno izdanje)
- 2003 Sweet
- 2003 Gabriel (remiks; promo)
- 2004 Wonder

### DVD
2004 The Fall and Rise of the Fools Ark(sa autorima Dadara i Džes)

## Literatura
- Roberts, David (2006). Britanski hit singlovi i albumi (19th изд.). London: Guinnes World Record. стр. 311.  1-904994-10-5.

## Spoljašnje veze
- Zvanični sajt fanova dua Lem
- Lem na MySpace-u
- Lem na YouTube-u